# Carolina Zamora Herrador
Carolina Zamora Herrador (Còrdova, 17 de novembre de 1911 - Madrid, 29 de desembre de 1998), va ser la primera dona llicenciada en Medicina de la província andalusa de Còrdova (Espanya) i una de les primeres psicoanalistes espanyoles, així com membre cofundadora i Presidenta de la Societat Espanyola de Psicoanàlisi.

## Biografia
Carolina va néixer a Còrdova en una família nombrosa. Va cursar estudis de batxillerat en aquesta ciutat, obtenint qualificació d'excel·lent. Posteriorment va guanyar una beca extraordinària de la Diputació Provincial de Còrdova per cursar la carrera de Medicina a la Universitat Complutense de Madrid, on va obtenir llicenciatura en Medicina el 1936 i va ser la primera en l'expedient de la seva promoció i la primera dona llicenciada en Medicina de la província de Còrdova.
Va exercir com a metgessa cap al servei del Doctor Carlos Jiménez Díaz a l'Hospital Nuestra Señora de las Mercedes (Sant Sebastià), metgessa ajudant a l'Hospital del Niño Jesús (Madrid), professora ajudant de genètica del Departament de Patologia General dirigit pel Doctor Casas de la Facultat de Medicina de Madrid, professora ajudant de clínica amb el Doctor Jiménez Díaz a l'Hospital Clínico San Carlos (Madrid), i metgessa ajudant de l'Hospital Provincial de Madrid.
També va ser també vocal de la Junta Directiva de la Societat Espanyola de Medicina Psicosomàtica i Psicoteràpia.
Ha sigut mestra de la primera generació de psicoanalistes a Espanya i forjadora del moviment psicoanalític espanyol, així com membre didàctica fundadora de la Societat Espanyola de Psicoanàlisi de la qual va ser presidenta durant el període 1967-1970. Posteriorment també va ser presidenta i membre d'honor de l'Associació Psicoanalítica de Madrid (APM).
Paral·lelament va exercir durant més de trenta anys la seva professió com a psicoanalista.
Va contreure matrimoni el 1940 amb Rafael Pellicer Galeote pintor i gravador espanyol, acadèmic de número de pintura de la Reial Acadèmia de Belles Arts de San Fernando i catedràtic de l'Escola Central de Belles Arts de San Fernando de Madrid. Van tenir sis fills.
Carolina va morir a Madrid el 1998, a l'edat de 87 anys.